# Păulești (okręg Hunedoara)
Păulești – wieś w Rumunii, w okręgu Hunedoara, w gminie Bulzeștii de Sus. W 2011 roku liczyła 45 mieszkańców.